# Alexander Stein (Anwalt)
Alexander Stein (* 1809 in Brody (Galizien) (Taufdatum war der 17. September); † 5. August 1858 in Rüsselsheim) war ein deutscher Jurist und Abgeordneter.

## Leben
Stein studierte Rechtswissenschaften und wurde zum Dr. jur. promoviert. Er wurde am 26. Juni 1833 in der Freien Stadt Frankfurt als Advokat zugelassen und wirkte in dieser Funktion in Frankfurt.
Nach der Märzrevolution wurde er 1848 in die Constituierende Versammlung der Freien Stadt Frankfurt gewählt. 1849 war er Mitglied des Gesetzgebenden Körpers.